# Lutherska missionsföreningen
Lutherska missionsföreningen grundades den 2 december 1870 och upplöstes den 30 december 1943. På grund av den regelbundna verksamheten Lutherska missionsföreningen hade på Kungsholmen sedan 1880 anslöts Kungsholms missionsförening 1884 till denna. 1897 öppnades ett missionshus beläget vid Kungsgatan 88.